# Archidiecezja Zamboangi
Archidiecezja Zamboanga, diecezja rzymskokatolicka na Filipinach. Powstała w 1910 jako diecezja. Od 1958 archidiecezja i siedziba metropolii.

## Lista biskupów i arcybiskupów
- Diecezja Zamboanga (1910-1958)
- Charles Warren Kurier (25 czerwca 1910, nie objął diecezji)
- Michael James O'Doherty (1911-1916)
- James Paul McCloskey (1917-1920)
- José Clos r stronach SJ (1920-1931)
- Luis Del Rosario, SJ (1933-1958)
- Archidiecezja Zamboanga (1958-obecnie)
- Luis del Rosario, SJ (1958-1966)
- Lino Gonzaga y Rasdesales (1966-1973)
- Francisco Raval Cruces (1973-1994)
- Carmelo Morelos (1994-2006)
- Romulo Valles (2006-2012)
- Romulo de la Cruz (2014-2021)
- Julius Tonel (od 2023)